# Pedernales (Delta Amacuro)
Pedernales es una parroquia y una ciudad, capital del municipio Pedernales, en el extremo norte del estado venezolano de Delta Amacuro.

## Historia
La parroquia formó parte de la Provincia de Nueva Andalucía y Paria entre 1568 y 1777, de la Capitanía General de Venezuela que fue creada en 1777, de la Provincia de Guayana en el Departamento del Orinoco de la Gran Colombia entre 1819 hasta 1830 y del Cantón Piacoa de la Provincia de Guayana entre 1830 y 1856. Formó parte además del Territorio Federal Delta Amacuro hasta 1992, cuando es integrada al Estado Delta Amacuro.

## Geografía
La parroquia Pedernales tiene 1264 kilómetros de superficie y se alza a los 15 metros sobre el nivel del mar, las precipitaciones son abundantes con 2.000 mm aproximadamente. Su población es de 5874 habitantes según estimaciones de 2018.
En ella hay un puerto que sirve de entrada secundaria a Tucupita y a Venezuela, en lugar del río Orinoco,a pesar de que sea necesario cruzar en ciertas partes por el delta del Orinoco. También hay un aeropuerto en la población. La principal actividad económica del área es la pesca y la actividad petrolera.
Pedernales está en el norte del estado Delta Amacuro, a un par de kilómetros del límite norte, en un punto cercano en los límites estadales e internacionales en el Océano Atlántico. Por el lado este limita con el estado Sucre, por el noroesre con Trinidad y Tobago, por el oeste está la población menor de Capure y por el norte limita con el Mar Caribe, específicamente con el Golfo de Paria y la Boca de Serpiente del Orinoco.
El lema de la ciudad es "La cuna de los Warao".

### Lugares de interés
Dentro de la parroquia se encuentran la:
- Isla Cotorra 56,8 km²
- Isla Mánamo 66 km²